# 산부인과

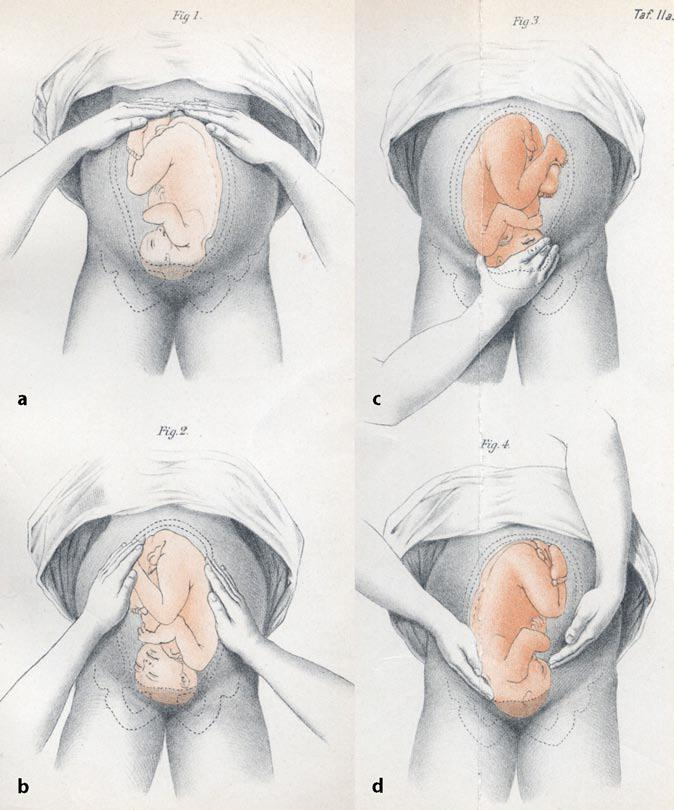
레오폴드의 책략

산부인과학(영어: obstetrics and gynaecology 또는 영어: obstetrics and gynecology; OB-GYN) 또는 산부인과(産婦人科) 또는 여성의학과는 여성의 생식기 질병과 임신 및 출산을 다루는 의학의 한 분야이다. 모든 연령의 여성을 진료 대상으로 하는데, 산과는 임신과 출산을 다루고, 부인과는 여성의 생식 기관 질병을 진료 대상으로 한다.

## 산부인과의 세부 분류
- 산과: 임신과 출산을 다루는 산부인과의 전문의과.
- 부인과: 여성의 생식기 질병을 다루는 산부인과의 전문의과.

## 한국의 산부인과 역사
한국에서 근대적 산부인과가 등장한 것은 1920년대였다. 당시 한국에서 활동하던 초기 산부인과 의사들 중 남성 산부인과 의사는 극소수였는데, 이 중 세브란스의학전문학교를 졸업하고 바로 인턴의사가 된 신필호와 영국 글래스고대학교를 유학하고 돌아온 윤치왕 등이 대표적이었다.

## 여성의학과로 이름 변경 추진
정치권에서 산부인과 명칭을 여성의학과로 변경하려고 하고 있다. 최혜영 더불어민주당 의원이 2020년도에 추진하였다. 이재명도 2021년도에 추진하였다.

## 같이 보기
- 임신
- 출산
- 낙태
- 분만 의자
- 비뇨기과